# ستيف براينت
ستيف براينت (بالإنجليزية: Steve Bryant)‏ (5 سبتمبر 1953 في المملكة المتحدة - ) هو لاعب كرة قدم بريطاني في مركز جناح ‏. لعب مع برمنغهام سيتي وشيفيلد وينزداي ونادي بورتسموث ونادي كانبيرا سيتي ونادي نورثامبتون تاون.

## وصلات خارجية
- ستيف براينت على موقع قاعدة بيانات كرة القدم.إي يو (الإنجليزية)